# Amblyolepis
Amblyolepis es un género monotípico de plantas con flores perteneciente a la familia de las asteráceas. Incluye una sola especie: Amblyolepis setigera, que es originaria de Norteamérica.

## Descripción
Tiene las hojas basales y proximales, espatuladas a oblanceoladas, bases estrechas, ovadas a lanceoladas,las hojas distales son similares, más pequeñas. Pedúnculos  8-20 cm de longitud. Los involucros son hemisféricos a globosos, de 17.9 × 20.12 mm. Disco corola 5.1-7 mm. Cypselas de 3 - 4,5 mm; escalas vilano 2-3  mm, ápice generalmente redondeado a agudo o acuminado, rara vez cuspidado, no aristados. Tiene un número de cromosomas de 2n = 34(?), 36, 37 (18II + 1I), 38, 39 (19II + 1I), 39 (18II + 3I ?), 40. La floración se produce (enero-) Mar-mayo (a septiembre). 

## Distribución y hábitat
Se encuentra en los bordes de las carreteras, en campos abiertos, a una altitud de 10-900 metros, en Texas, México (Coahuila, Nuevo León, Tamaulipas).

## Taxonomía
Amblyolepis setigera fue descrita por Augustin Pyrame de Candolle y publicado en Prodromus Systematis Naturalis Regni Vegetabilis 5: 668. 1836.
Etimología
Amblyolepis: nombre genérico que proviene de las palabras griegas ambly, que significa "mocho, sin punta",  y lepis que significa "escala, tamaño".
setigera: epíteto del latín setiger que significa "como erizado".
Sinonimia
- Helenium setigerum (DC.) Britton & Rusby[5]